# کوبایاکاوا هیده‌آکی

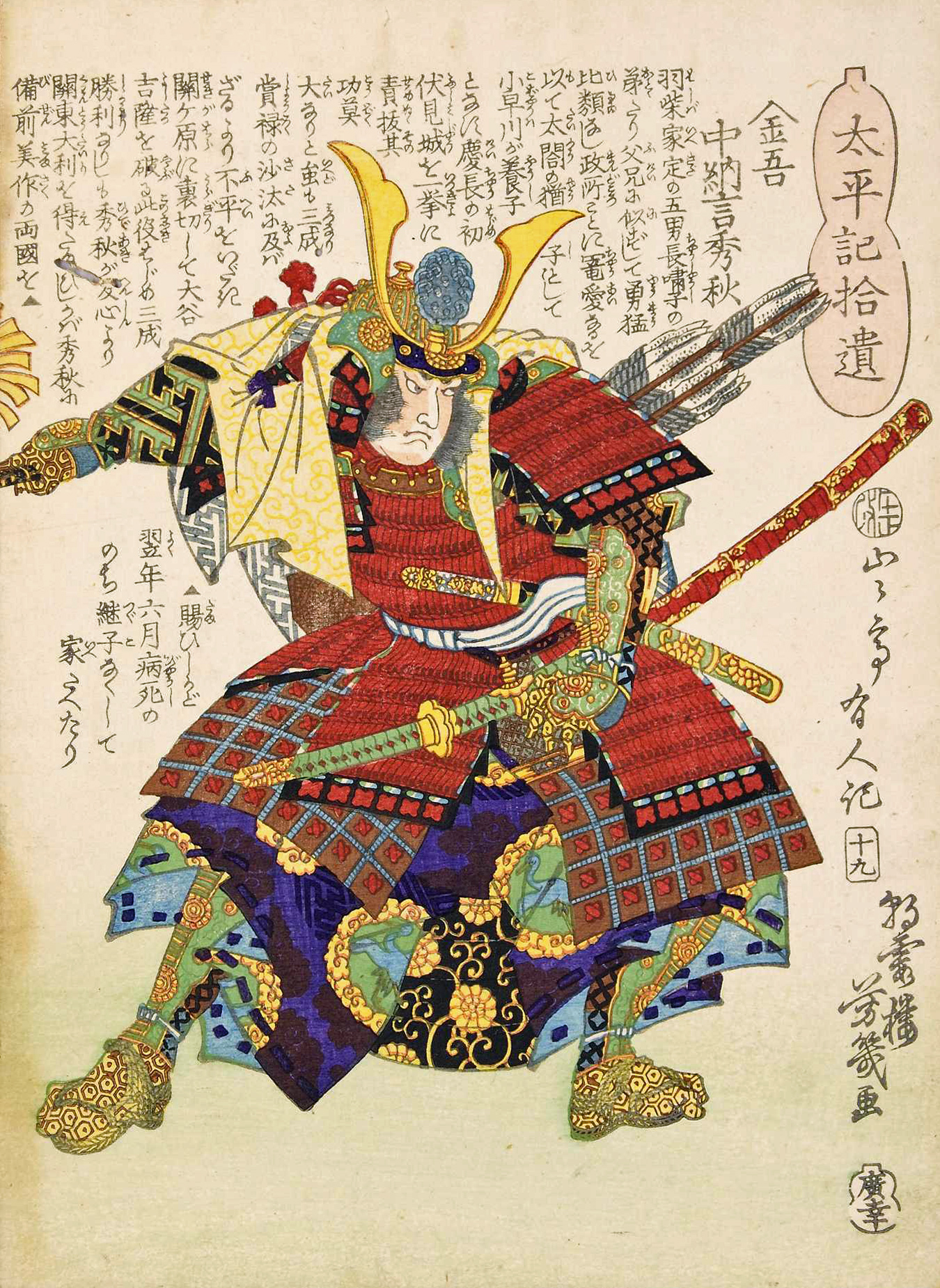
کوبایاکاوا هیده‌آکی

کوبایاکاوا هیده‌آکی (به ژاپنی: 小早川秀秋 Kobayakawa Hideaki) (۱۵۷۷ – ۱ دسامبر ۱۶۰۲) پنجمین پسر کینوشیتا ایه‌سادا و برادرزادهٔ همسر اصلی تویوتومی هیده‌یوشی، کیتا نو ماندوکورو بود. چون از ازدواج عمهٔ او و هیده‌یوشی فرزندی حاصل نشد. در کودکی به فرزندخواندگی تویوتومی هیده‌یوشی درآمد. خیانت هیده‌آکی به سپاه غربی در روز نبرد مهمترین عامل شکست ایشیدا میتسوناری در نبرد سکیگاهارا شمرده می‌شود. او دو سال بعد از نبرد سکیگاهارا به علت اعتیاد به الکل درگذشت.

## فرزندخواندگی تویوتومی هیده‌یوشی
در ۱۵۷۷ به عنوان پنجمین پسر کینوشیتا ایه‌سادا در ولایت اومی به دنیا آمد. مادر او دختر سوگیهارا ایه‌تسوگو بود. در این زمان کینوشیتا تاتسونوسکه (木下辰之助) نامیده می‌شد. در ۱۵۸۱ در سن ۴ سالگی به فرزندی تویوتومی هیده‌یوشی و کیتا نو ماندوکورو درآمد و بسیار مورد علاقه و توجهٔ این زوج بود و نام هاشیبا هیده‌توشی (羽柴秀俊) بر او گذاشته شد و گمان می‌رفت در آینده جانشین تویوتومی هیده‌یوشی شود. در سال ۱۵۸۹ قلعه کامه‌یاما در ولایت تانبا که بخشی از املاک تویوتومی هیده‌تسوگو بود، به او اهدا شد. در ۱۵۹۱ نام خانوادگی‌اش به «تویوتومی» تغییر یافت و تویوتومی هیده‌توشی نامیده شد.

## فرزندخواندگی کوبایاکاوا تاکاکاگه
در سال ۱۵۹۱ نخستین پسر هیده‌یوشی تویوتومی تسوروماتسو از زن غیراصلی‌اش چاچا به دنیا آمد. تولد پسر هیده‌یوشی به کلی روند زندگی او را تغییر داد. ناگهان و همزمان با تولد تسوروماتسو، هیده‌آکی به عنوان فرزندخوانده به نزد کوبایاکاوا تاکاکاگه به غرب ژاپن فرستاده شد. خاندان کوبایاکاوا از خاندان‌های نزدیک و وابسته با خاندان موری بودند و پدرخوانده جدید او کوبایاکاوا تاکاکاگه، در واقع سومین پسر موری موتوناری بود. در سال ۱۵۹۵ هیده‌آکی به همدستی با تویوتومی هیده‌تسوگو خواهرزادهٔ تویوتومی هیده‌یوشی متهم شد و املاکش توقیف شد اما در همان سال پدرخوانده اش خود را بازنشسته کرده و مالکیت ولایت چیکوزن، ولایت چیکوگو و یک بخش از ولایت هیزن را به او انتقال داد و هیده‌آکی ارباب قلعه ناجیما شد.

## اعزام به کره
در فوریه سال ۱۵۹۷ و در هنگام تهاجم هیده‌یوشی به کره (۱۵۹۸–۱۵۹۲)، هیده‌آکی در سن ۱۵ سالگی به کره اعزام شد و در ژوئیه همان سال کوبایاکاوا تاکاکاگه پدر خوانده هیده‌آکی درگذشت.
ایشیدا میتسوناری به بهانهٔ عملکرد نادرست هیده‌آکی در جنگ کره، املاک او را در ژاپن جابجا کرده و به نصف مساحت قبلی تقلیل داد. اما پس از مرگ تویوتومی هیده‌یوشی، توکوگاوا ایه‌یاسو املاک او را بار دیگر به او بازگرداند.

## نبرد سکیگاهارا

محل استقرار کوبایاکاوا هیده‌آکی در نبرد سکیگاهارا، بر روی تپهٔ ماتسوئو و همچنین محل استقرار کوتسوکی موتوتسونا، واکیساکا یاسوهارو، اوگاوا سوکه‌تادا و آکازا نائویاسو با رنگ زرد نشان داده شده‌است.

### زمینه
نبرد سکیگاهارا در پانزدهم ماه نهم از پنجمین سال کیچو، مطابق با ۲۱ اکتبر ۱۶۰۰ رخ داد.
پس از مرگ تویوتومی هیده‌یوشی در سال ۱۵۹۸، توکوگاوا ایه‌یاسو ظهور کرد و ایشیدا میتسوناری به‌طور مخفیانه قصد از بین بردن ایه‌یاسو را داشت.
در این زمان، شورش اوئه‌سوگی کاگه‌کاتسو در آیزو گزارش شد، و ایه‌یاسو برای تسلیم کردن وی قلعه اوساکا را ترک کرد. ایشیدا میتسوناری عدم حضور ایه‌یاسو را غنیمت دانست و از دایمیوهای سراسر کشور برای شرکت در نبرد با ایه‌یاسو دعوت کرد.
این امر به نبرد بزرگ بعدی تبدیل شد. گفته می‌شود نبرد سکیگاهارا «بزرگترین نبرد میدانی تاریخ ژاپن» تا به امروز است.
منطقه سکیگاهارا، جایی است امروزه توکایدو شینکانسن و آزادراه میشین در آن تردد می‌کند، نزدیک به مرز استان گیفو و استان شیگا است و از قدیم یکی از نقاط اصلی حمل و نقل بوده‌است زیرا بزرگراه‌های بزرگی مانند بزرگراه شمالی، بزرگراه ناکاسندو و بزرگراه ایسه در این منطقه تلاقی می‌کردند.
با این حال، مکانی آرام با دهکده‌های کوچک، مزارع و بیابان در جایی بود که توسط کوه‌های بزرگ و کوچک احاطه شده بود.
رزمندگان این جنگ تشکیل شده بود از ارتش شرقی به رهبری ایه‌یاسو یا حدود مجموعاً ۷۴۰۰۰ نفر سرباز که عمدتاً از قلمروی اربابان شرقی کشور بودند، از جمله فوکوشیما ماسانوری و کورودا ناگاماسا، خاندان تویوتومی. از طرف دیگر، ارتش غربی به رهبریایشیدا میتسوناری متشکل از اربابان غربی کشور که در مجموع ۸۲۰۰۰ نفر شامل اوکیتا هیده‌ایه، کونیشی یوکیناگا و کوبایاکاوا هیده‌آکی. اتفاقاً، فرماندهٔ کل «اسمی» ارتش غربی، موری تروموتو بود و نه ایشیدا میتسوناری.
به دلیل آرایش هوشمندانه ایشیدا میتسوناری، ارتش غربی در روز نبرد در موقعیت برتری قرار گرفته بود. این ارتش شرقی، از جمله ایه‌یاسو را مجبور به نبرد سختی می‌شدند که توسط ارتش غرب احاطه شده بود.
با این حال، برخی از دایمیوها در ارتش غربی بودند که در پاسخ به درخواست ایه‌یاسو در نبرد شرکت نکردند تا آنکه تعادل نبرد با «خیانت» معروف هیده‌آکی بهم خورد و ارتش شرقی فقط در یک روز پیروز شد.

### نقش هیده‌آکی
هیده‌آکی در ابتدای درگیری ایشیدا میتسوناری (سپاه غربی) و توکوگاوا ایه‌یاسو (سپاه شرقی) به سپاه غربی پیوست. در هنگام غیبت ایه‌یاسو محل اقامت او، قلعه فوشیمی (قلعه مومویاما) توسط هیده‌آکی به همراهی ۴۰ هزار نفر سپاهیان غربی محاصره شد. در روز اول ماه اوت ۱۶۰۰ این قلعه به‌طور کامل به تسخیر سپاه غربی درآمد.
ایشیدا میتسوناری به هیده‌آکی وعده داده بود که در صورت پشتیبانی از او در نبرد سکیگاهارا او را به عنوان کانپاکو منصوب کند. همچنین قبل از روز نبرد سکیگاهارا، توکوگاوا ایه‌یاسو نیز مخفیانه به او پیغام فرستاده و قول داد در صورت پیوستن به او تملک دو ولایت را به او ببخشد. هیده‌آکی قول داد تا در روز جنگ به ایه‌یاسو بپیوندد.
در ۲۱ اکتبر ۱۶۰۰ میلادی، نبرد سکیگاهارا ساعت ۸ صبح آغاز شد. هیده‌آکی فرماندهی ۱۵٫۰۰۰ نفر سپاهی را در این جنگ برعهده داشت و محل استقرار سپاه او بر روی تپهٔ ماتسوئویاما (استان گیفو) مقرر شده بود. قرار او با ایه‌یاسو بدین صورت بود که تا هنگام ظهر او از جای خود حرکت نکند و سپس از کوه پایین آمده و به سپاه غربی حمله‌ور شود. در هنگام ظهر از طرف ایه‌یاسو با توپ به طرف او شلیک شد که تفاسیر مختلفی برای این شلیک از طرف تاریخدانان مطرح شده‌است. به نظر می‌ایکه یوشیماسا (تولد ۱۹۵۱) ممکن است شلیک این توپ تنها یک علامت از طرف ایه‌یاسو برای شروع حمله بوده‌است. پس از این شلیک نیروهای هیده‌آکی بطرف پایین تپه سرازیر شدند و به سربازان اوتانی یوشیتسوگو که در سپاه غربی مشغول نبرد بودند، حمله‌ور شدند. در میان سپاهیان هیده‌آکی تنها ماتسونو شیگه‌موتو بود که از فرمان هیده‌آکی سرپیچی کرده و حاضر به انجام خیانت نشد.
اوتانی یوشیتسوگو از قبل چون احتمال حمله هیده‌آکی را به سپاه خود داده بود تعداد ناچیز ۶۰۰ نفر را برای پاسخ به این حمله در حال آمادگی نگه داشته بود که به‌سرعت به نبرد با سپاهیان هیده‌آکی پرداختند. در این زمان بود که نیروهای کوتسوکی موتوتسونا نیز همراه با واکیساکا یاسوهارو، اوگاوا سوکه‌تادا و آکازا نائویاسو که جمعاً ۴۰۰۰ سرباز در اختیار داشتند و تا به حال تنها نظاره‌گر نبرد بودند، به هیده‌آکی پیوستند. از این پس سرنوشت جنگ به یک باره تغییر پیدا کرده و شکست نیروهای ایشیدا میتسوناری قطعی شد. در همان روز اوتانی یوشیتسوگو اقدام به هاراکیری کرد. نقل است که اوتانی یوشیتسوگو هنگام انجام مراسم هاراکیری، هیده‌آکی را نفرین کرده‌است.
بعد از نبرد قلعه اوکایاما، ولایت بیزن، ولایت میماساکا و نیمه شرقی ولایت بیچو که به اوکیتا هیده‌ایه از فرماندهان سپاه غربی تعلق داشت توسط ایه‌یاسو ضبط شد و به عنوان پاداش به هیده‌آکی اهدا شد.

## مرگ
هیده‌آکی پس از نبرد سکیگاهارا دچار بیماری روانی شد و دو سال بعد از نبرد در سال ۱۶۰۲ به علت عوارض ناشی از اعتیاد به الکل درگذشت.